# Crimson Skies
Crimson Skies is het tweede album van de Zweedse band Cloudscape, uitgebracht in 2006 door Metal Heaven.

## Track listing
1. Shapeshifter – 4:31
2. Shadowland - 5:06
3. And Then the Rain - 5:14
4. Take the Blame - 4:40
5. The Last Breath - 3:35
6. Psychic Imbalance - 6:12
7. Hope - 5:35
8. Breach in my Sanity - 5:25
9. Demon Tears - 5:35
10. 1000 Souls - 4:55
11. Someone Else - 4:25
12. Will We Remain - 5:26

## Band
- Michael Andersson - zanger
- Bjorn Eliasson - gitarist
- Patrik Svard - gitarist
- Hans "Haze" Persson - bassist
- Roger Landin - drummer